# Alsophila firma
Alsophila firma là một loài thực vật có mạch trong họ Cyatheaceae. Loài này được (Baker) D.S. Conant mô tả khoa học đầu tiên năm 1983.